# Balta Albă
Balta Albă é uma comuna romena localizada no distrito de Buzău, na região de Valáquia. A comuna possui uma área de 64.59 km² e sua população era de 2835 habitantes segundo o censo de 2007.